# Pedro Sarmiento de Gamboa

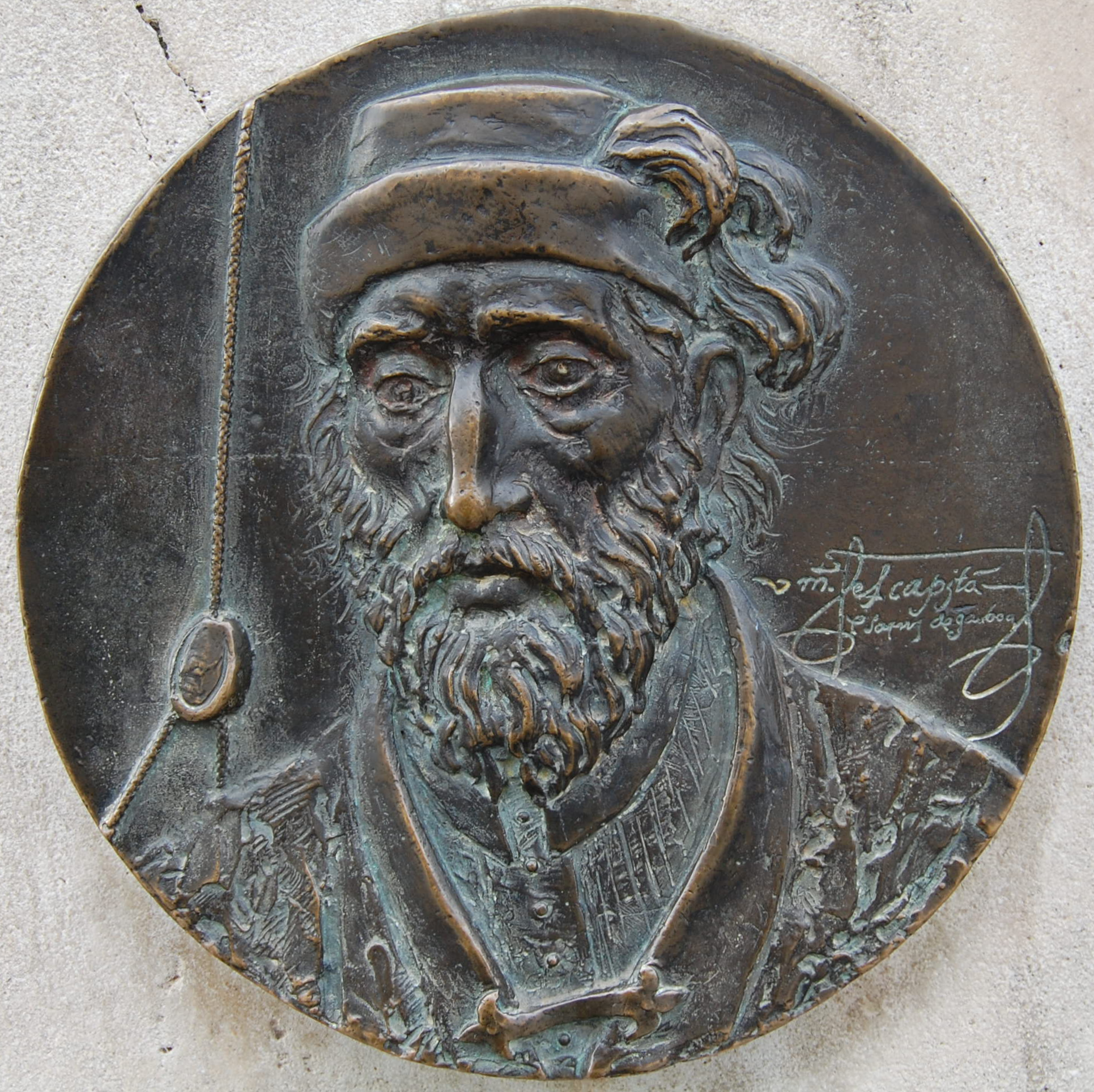
Pedro Sarmiento de Gamboa.

Pedro Sarmiento de Gamboa (ur. ok. 1530, zm. w 1592) – hiszpański żeglarz, kosmograf, historyk i badacz Ameryki Południowej i Oceanu Spokojnego,
Urodził się w Galicji, w Hiszpanii. Do Ameryki (najpierw do Meksyku, a następnie do Peru) dotarł w 1555. Jego metody kosmograficzne nie podobały się hiszpańskiej inkwizycji, dlatego musiał oczyścić się przed sądem w Limie z oskarżenia o czary. Sąd go uniewinnił, ale jeszcze przez wiele lat był przez przedstawicieli Kościoła podejrzewany o kacerstwo.
W latach 1567–1569, wspólnie z innym żeglarzem hiszpańskim, Álvaro de Mendañą, podjął wyprawę na Pacyfik z zamiarem odkrycia Terra Australis, tajemniczego południowego lądu, który miał być przeciwwagą dla kontynentów półkuli północnej. Sarmiento, w oparciu o Biblię i opowieści inkaskich władców, uważał, że Terra Australis to tajemniczy Ofir, skąd król Salomon sprowadzał do Izraela złoto. Ląd ten winien był znajdować się gdzieś na zachód od Ziemi Ognistej. Jednak wyprawa zamiast nowego kontynentu – posuwając się bardziej na północ – odkryła Wyspy Marshalla i Wyspy Salomona (nazwane tak w nadziei, że mityczna kraina Szeba znajduje się gdzieś opodal), po czym wróciła do Peru. Tu Gamboa uczestniczył w stłumieniu inkaskiego powstania; napisał także historię Inków, popularną literaturę w XVI-wiecznej Europie.
W 1579, w związku z korsarskimi atakami angielskiego żeglarza Francisa Drake'a na posiadłości hiszpańskie od Peru po Meksyk, Pedro Sarmiento de Gamboa dostał polecenie przechwycenia go – na czele flotylli okrętów – w Cieśninie Magellana podczas jego spodziewanej drogi powrotnej do Europy. Drake tymczasem wybrał drogę przez Ocean Indyjski i wokół Przylądka Dobrej Nadziei, wobec czego zastawiona nań pułapka nie przyniosła efektu, pozwoliła natomiast Gamboi na dokładne zbadanie i skartowanie cieśniny, co zabrało mu 16 miesięcy.
Po wykonaniu zadania udał się do Hiszpanii, gdzie w 1580 przedstawił królowi Filipowi II wyniki swych badań. W dwa lata później Sarmiento i Diego Flores de Valdés stanęli na czele kolejnej wyprawy złożonej z 24 statków. Sztorm, który napotkali na Atlantyku rozproszył flotę; wiele jednostek zatonęło, Valdés z kilkoma wrócił do Hiszpanii. Tymczasem Gamboa dotarł do Cieśniny Magellana, pokonał ją na czele 4 statków z 64 kolonistami i w 1584 założył osiedla Rey don Felipe i Nombre de Jesús. Obie kolonie zostały w jakiś czas później opuszczone przez głodujących osadników.
W drodze powrotnej do Hiszpanii został schwytany przez Anglików. W Londynie w 1588 był przesłuchiwany przez samą królową Elżbietę I. Po jakimś czasie udało mu się zebrać pieniądze na wykupienie z niewoli, ale w drodze przez Francję został ponownie ujęty i uwięziony. Ostatecznie wykupiony został przez hiszpański dwór królewski w 1590.
W roku następnym zlecono mu przygotowanie kolejnej wyprawy kolonizacyjnej do Ameryki Południowej, ale zmarł na krótko przed jej wyruszeniem. Pedro Sarmiento de Gamboa wniósł istotny wkład w badania Wysp Salomona, a także w dokładne poznanie Cieśniny Magellana i Ziemi Ognistej. Jego pomiary długości i szerokości geograficznej Peru należały do najdokładniejszych w tamtym czasie.